# 新莱温
新莱温（德語：Neulewin）是德国勃兰登堡州的市镇，隶属于梅尔基施-奥得兰县。总面积为41平方千米，截至2023年12月31日总人口为928人。